# Parlement de l'Union d'Erfurt

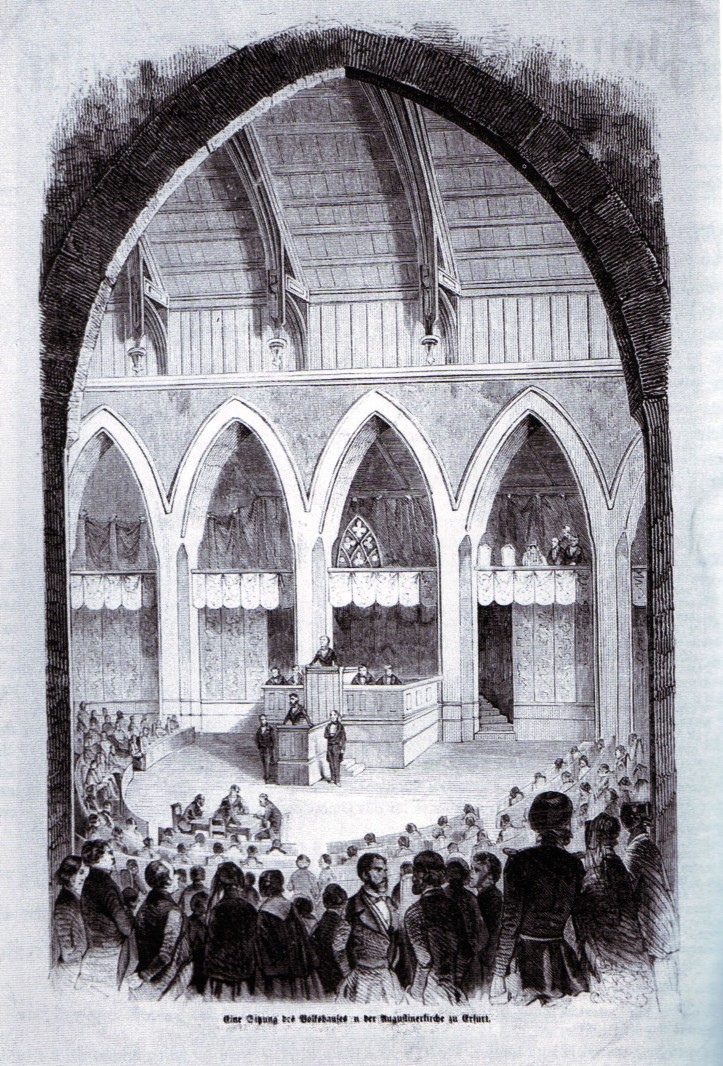
Séance à la Chambre du peuple du Parlement de l'Union

Le Parlement de l'Union d'Erfurt est un organe chargé de délibérer sur la Constitution de l'Union d'Erfurt (de). Il se réunit du 20 mars au 29 avril 1850 à Erfurt, dans l'église des Augustins. À l'origine, le nom était Reichstag, mais avant sa rencontre, il est changé (en février 1850) en Parlement de l'Union allemande.
Le parlement est composé de deux chambres : Les députés de la Chambre des États sont nommés par les gouvernements et les parlements des États, tandis que les députés de la Chambre du peuple sont élus par le peuple. Cependant, en vertu du système électoral à trois classes appliqué, seuls ceux qui paient des impôts peuvent voter et, en outre, le système électoral favorise énormément les riches.
Dans les deux chambres, les libéraux de droite sont la force la plus forte. Ils réussissent à faire accepter au Parlement le projet de constitution de l'Union d'Erfurt dans son ensemble. Ce faisant, ils empêchent les conservateurs de l'amender encore plus à leur goût. Comme l'Union d'Erfurt des États allemands, initiée par la Prusse, n'a pas vu le jour, le Parlement ne s'est pas réuni à nouveau après avril.

## Fondation et élections

Mars/avril 1850 : États ayant élu des députés au Parlement de l'Union (jaune), États de l' de février 1850 (rouge)

Le 26 mai 1849, la Prusse, Hanovre et la Saxe décident de l'Alliance des trois rois avec le projet de Constitution de l'Union d'Erfurt (de) et le projet de loi électorale d'Erfurt. Le Conseil d'administration de l'Union du 17 novembre 1849 stipule que les élections à la Chambre du Peuple auront lieu le 24 janvier 1850. Il s'agit des élections primaires par les électeurs primaires (les véritables électeurs, qui élisent à cette occasion les grands électeurs). Les électeurs doivent élire les députés le 31 janvier. L'exécution de l'élection incombe aux États. La Chambre des États est désignée pour moitié par les gouvernements des États et pour moitié par les parlements des États.
Les retards sont dus au mauvais temps et au climat politique négatif, les démocrates et les libéraux de gauche rejetant le système électoral comme non démocratique. Pour pouvoir voter, les personnes doivent être irréprochables et âgés de plus de 30 ans. Il en va de même pour les candidats. Les électeurs votent au suffrage à trois classes, ce qui favorise fortement les riches.
Le 13 février 1850, après l'élection de la plupart des députés, le Conseil d'administration convoque le Parlement pour le 20 mars. L'acte additionnel au projet de constitution suit le 26 février. Dans cet acte, le conseil d'administration modifie certaines dénominations (le Reichstag initial devient le Parlement de l'Union allemande) et redéfinit le nombre de députés de la Chambre des États, le Hanovre et la Saxe ne souhaitant plus faire partie de l'Union. Les dernières sessions ont lieu le 29 avril, mais formellement, le Parlement continue d'exister jusqu'au 18 décembre 1850.

## Tâche

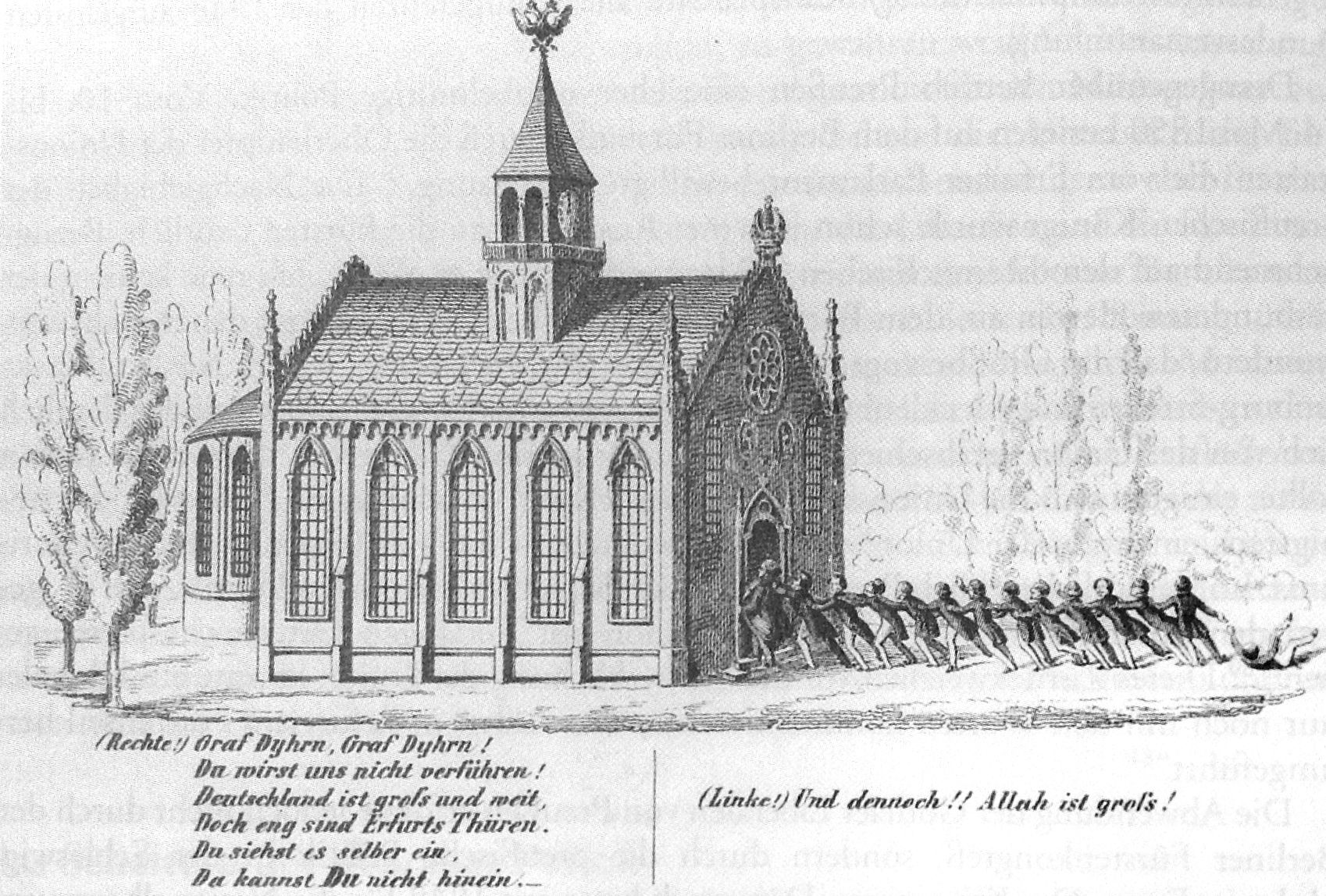
Caricature du Parlement de l'Union, devant les portes duquel se tient la gauche

Comme le Parlement de Francfort, le Parlement de l'Union commence par des services religieux (pour les protestants à l'église de Barfüß, pour les catholiques à l'église Saint-Wigbert (de)), le 20 mars 1850. Le Parlement est formellement ouvert dans la salle des fêtes du bâtiment du gouvernement. Joseph von Radowitz entre dans la salle des fêtes à 11h30 en tant que "premier commissaire du conseil d'administration" et lit un message d'ouverture. Il présente également les documents constitutionnels en demandant que l'œuvre constitutionnelle soit réalisée par un accord avec les gouvernements .
Contrairement au modèle de Francfort, le Parlement de l'Union n'institue pas de pouvoir central provisoire et ne vote pas de lois. Malgré son nom, il ne s'agit pas d'un parlement, mais d'une simple assemblée constituante. Il peut ainsi se concentrer sur les délibérations constitutionnelles. La principale ligne de démarcation au sein du Parlement de l'Union est la question de savoir si un député veut réellement une Union et, dans l'affirmative, si le projet de Constitution précédent doit être adopté en bloc (dans son intégralité). C'est la ligne du parti libéral-constitutionnel de la gare qui a prévalu. Les conservateurs extrêmes et les grands-allemands rejettent totalement l'Union, les plus modérés veulent réécrire le projet de Constitution de manière encore plus conservatrice. Le gouvernement prussien fait également pression pour une révision

## Députés

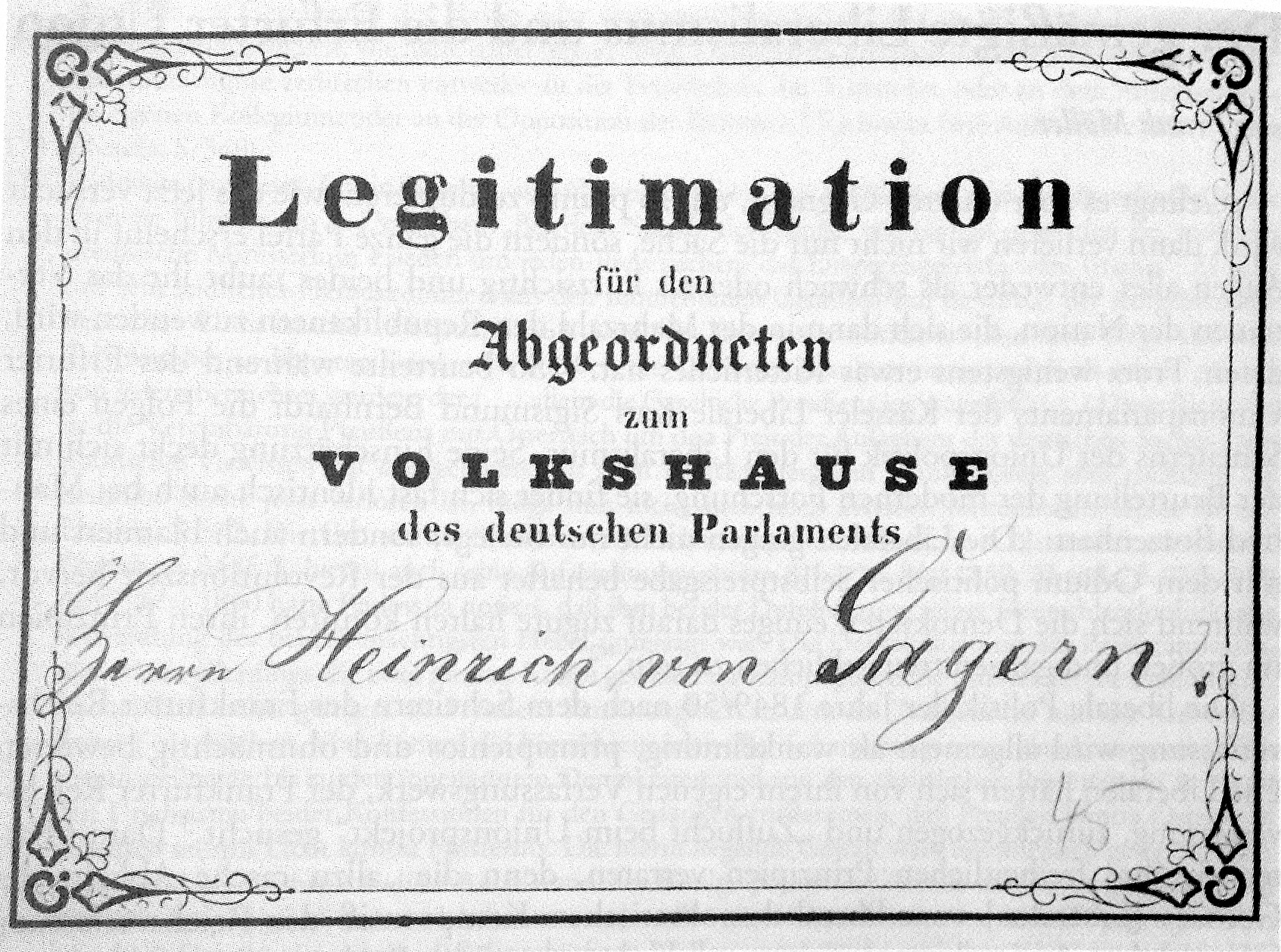
Carte d'admission pour Heinrich von Gagern à la Chambre du Peuple

Selon l'Acte d'Addition, la Chambre des États doit compter 120 membres, en réalité 91. Quarante mandats sont réservés au royaume de Prusse ; le grand-duché de Bade, avec dix membres, constitue le groupe suivant en nombre, le grand-duché de Hesse et l'électorat de Hesse sept membres chacun. Le grand-duché de Mecklembourg-Schwerin et le duché de Nassau comptent chacun quatre membres. Le duché de Brunswick, le grand-duché de Saxe-Weimar-Eisenach et le grand-duché d'Oldenbourg disposent chacun de deux sièges (dont un est resté vacant). L'Anhalt-Bernbourg, l'Anhalt-Dessau, l'Anhalt-Köthen, Brême, le Lippe-Detmold, Lübeck, le Mecklembourg-Schwerin, la Reuss branche ainée, la Reuss branche cadette, la Saxe-Altenbourg, la Saxe-Cobourg et Gotha, la Saxe-Meiningen, la Schaumbourg-Lippe, la Schwarzbourg-Rudolstadt, la Schwarzburg-Sondershausen, ainsi que la Waldeck-Pyrmont envoient chacun un député. À l'exception d'un seul d'Oldenbourg, le Hanovre et la Saxe ne nomment pas leurs douze députés respectif.
La Chambre du Peuple est censée compter 261 membres, en fait il y en a 223. Les plus grands États d'envoi sont la Prusse avec 158 sièges, la Bade avec 14 sièges, le grand-duché de Hesse avec neuf et l'électorat de Hesse avec huit sièges.
Parmi les députés du Parlement de l'Union d'Erfurt, 42 sont ensuite élus au Reichstag de la Confédération de l'Allemagne du Nord ou de l'Empire ou au Parlement des douanes de 1868. Parmi eux figurent Eduard Simson, qui devient président de l'Assemblée nationale, du Parlement du peuple d'Erfurt et du Reichstag, Otto von Bismarck, qui devient plus tard chancelier, et Georg Beseler, un membre éminent de la Commission constitutionnelle du Parlement de Francfort (de). L'un d'entre eux, Max von Gagern, siège au Reichsrat autrichien de 1881 à 1889.
L'historien Karl Hegel, qui travaillait alors à l'Université de Rostock, est également député du Parlement de l'Union d'Erfurt. Pendant son mandat de député, il écrit des lettres détaillées à sa fiancée, la fille patricienne de Nuremberg, Susanna Maria von Tucher, qui donnent un aperçu vivant et varié de la vie sociale dans les environs du Parlement de l'Union d'Erfurt.

## Méthode de travail et organisation interne
L'église des Augustins est personnellement choisie par le roi de Prusse comme lieu. Frédéric-Guillaume IV doit assurer à la congrégation réticente que les offices religieux peuvent continuer à être célébrés. Le roi paie également pour la rénovation du bâtiment.

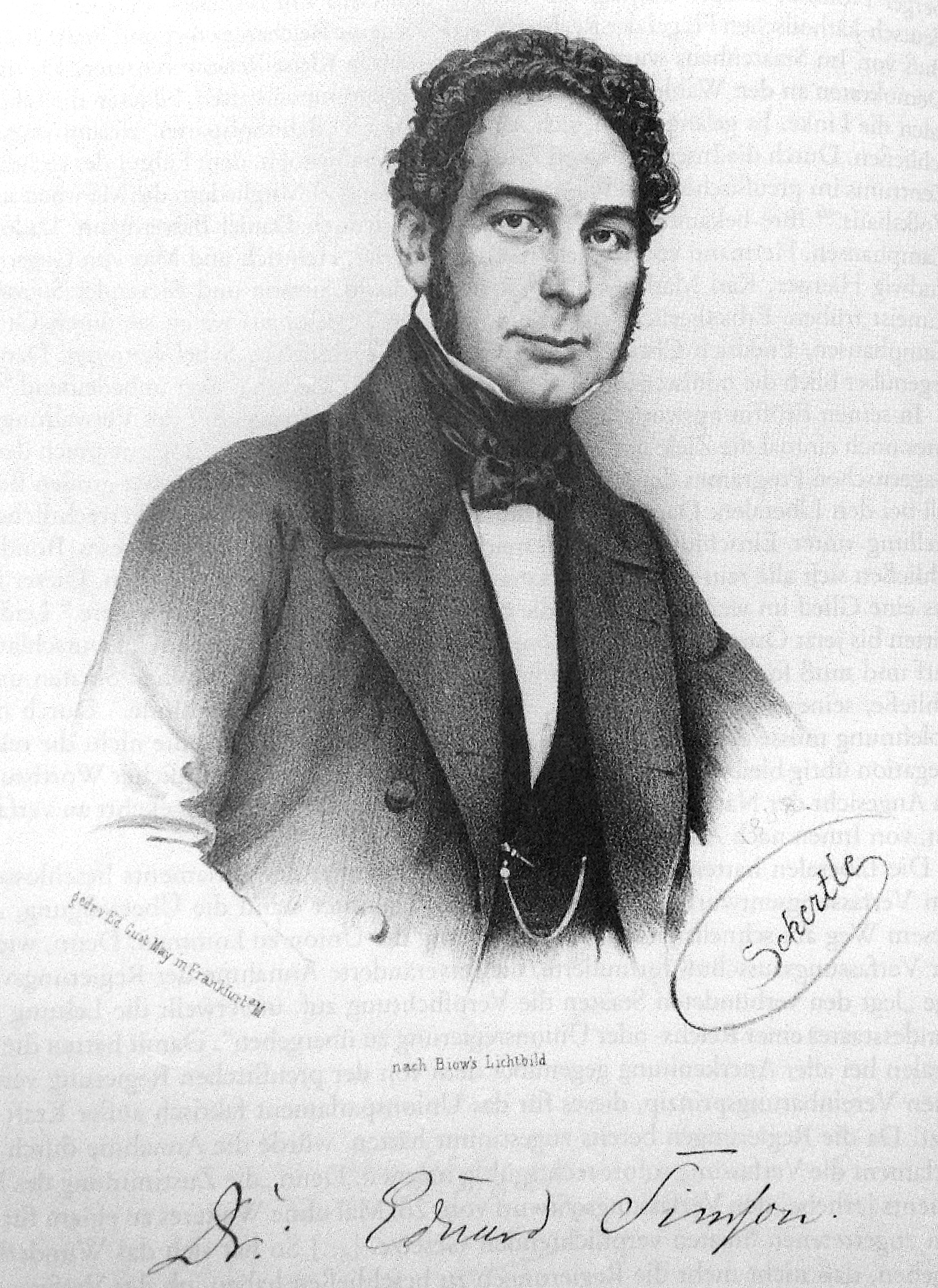
Eduard von Simson, président de la Chambre du Peuple. Auparavant, il est président du Parlement de Francfort et plus tard du Reichstag jusqu'en 1874

Le Conseil d'administration soumet au Parlement un projet de règlement intérieur, ainsi que le projet de Constitution et le projet de loi électorale. Le projet est bientôt formellement mis en vigueur. Le président principal est Friedrich Eichhorn à la Chambres des États et Leopold von Frankenberg à la Chambre du Peuple. Lors de sa première session, le 20 mars, la Chambre des États élit le 20 mars 1850 Rudolf von Auerswald comme président provisoire. Auerswald est élu trois fois avec de larges majorités. Les vice-présidents sont Christian Bernhard von Watzdorf (de) et Othon II de Solms-Laubach (tous deux du parti libéral de la gare). La Chambre des États se réunie en treize sessions, du 20 mars au 29 avril 1850.
La Chambre du Peuple conserve initialement son président principal et élit Eduard von Simson à la présidence le 25 mars. Les vice-présidents sont Wilhelm Schenck zu Schweinsberg (de) et Maximilian Heinrich Rüder (tous deux BP). Les secrétaires comprennent le jeune député conservateur Otto von Bismarck-Schönhausen. La Maison du Peuple se réunie du 20 mars au 29 avril pour un total de 22 sessions.
Le 23 mars, la Chambre des États créé une commission constitutionnelle composée de vingt députés du Parti de la gare et de cinq députés de droite. Elle est présidée par le baron Alexander von Schleinitz du parti de la gare. La commission constitutionnelle de la Chambre du peuple du 25 mars compte onze membres du Parti de la gare et cinq de Schlehdorn et de Klemme, et est présidée par Ernst von Bodelschwingh l'Ancien.

## Factions

### Parti de la gare

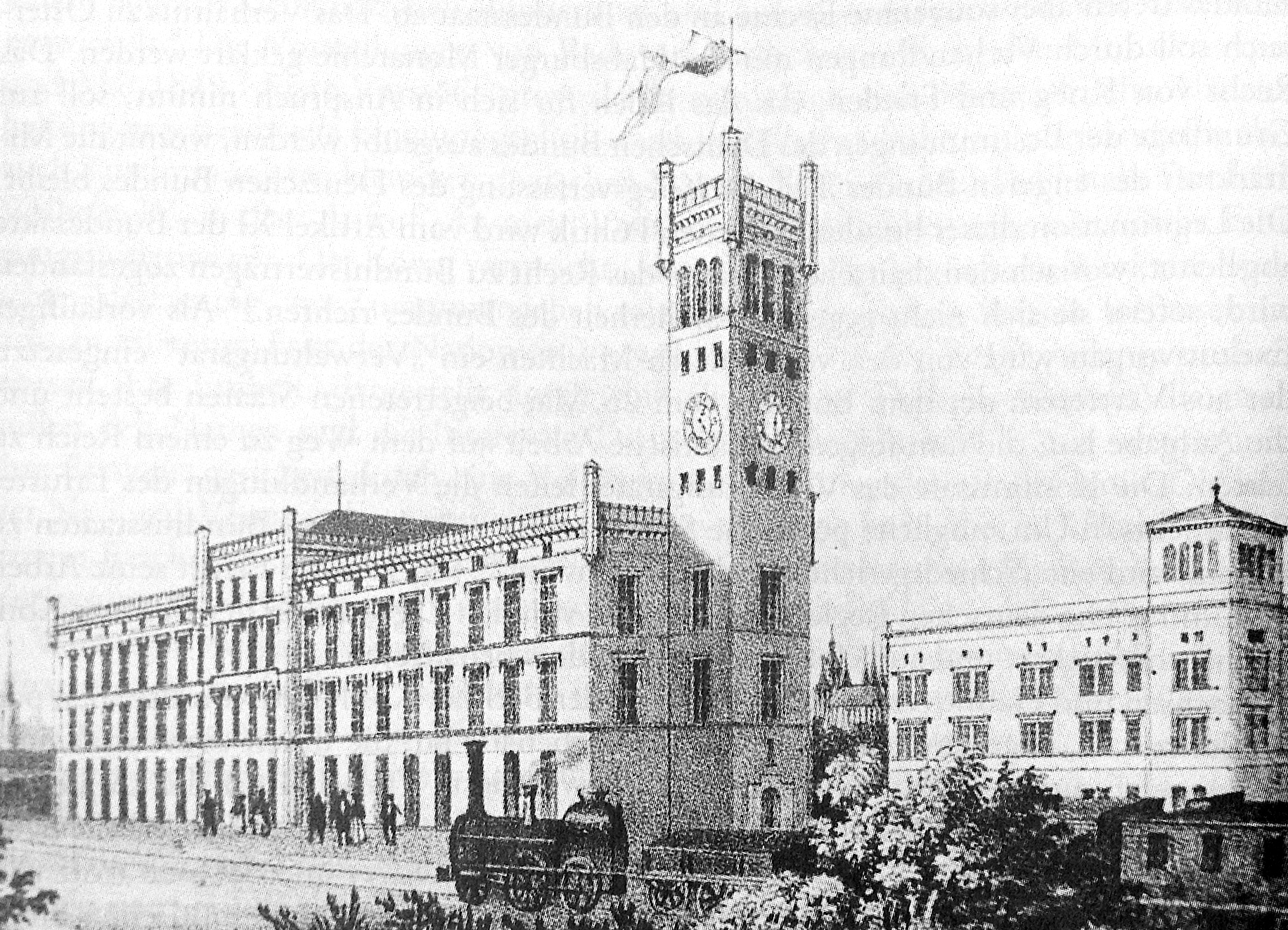
La gare d'Erfurt, où le parti libéral de la gare se réunit

Les trois ou quatre groupes parlementaires sont encore relativement instables ; il y a les groupes parlementaires principalement pour la Chambre des États et pour la Chambre du Peuple. Le groupe le plus important est constitué des libéraux de droite ou modérés, dont la plupart avaient appartenu au Casino du Parlement de Francfort. Déjà lors de l'après-parlement de Gotha fin juin, ils acceptent la politique de l'Union. À Erfurt, ce parti de la gare se réunie dans la nouvelle gare, où leur membre Gustav von Keller (de) leur a procuré une salle de conférence - il est membre de la direction de la compagnie des chemins de fer de Thuringe.
Le conservateur modéré Ernst von Bodelschwingh appartient également au parti de la gare. Son programme estsigné par 91 membres de la Chambre du peuple et 27 membres de la Chambre des États. Ils disposent d'une courte majorité absolue à la Chambre du Peuple, qu'ils peuvent renforcer par des "sauvages" (députés non inscrits). Le conseil de faction de la Chambre du peuple est composé du baron von Soiron, de Nebelthau (de), du baron von Speßhardt (de), de Hergenhahn, d'Ernst von Bodelschwingh, du comte von Schwerin, du comte Georg von Vincke, du comte von Keller et de Geßler (de). Un membre éminent est Heinrich von Gagern, le premier président du Parlement de Francfort et plus tard ministre-président du Reich en 1848/1849.

### Schlehdorn

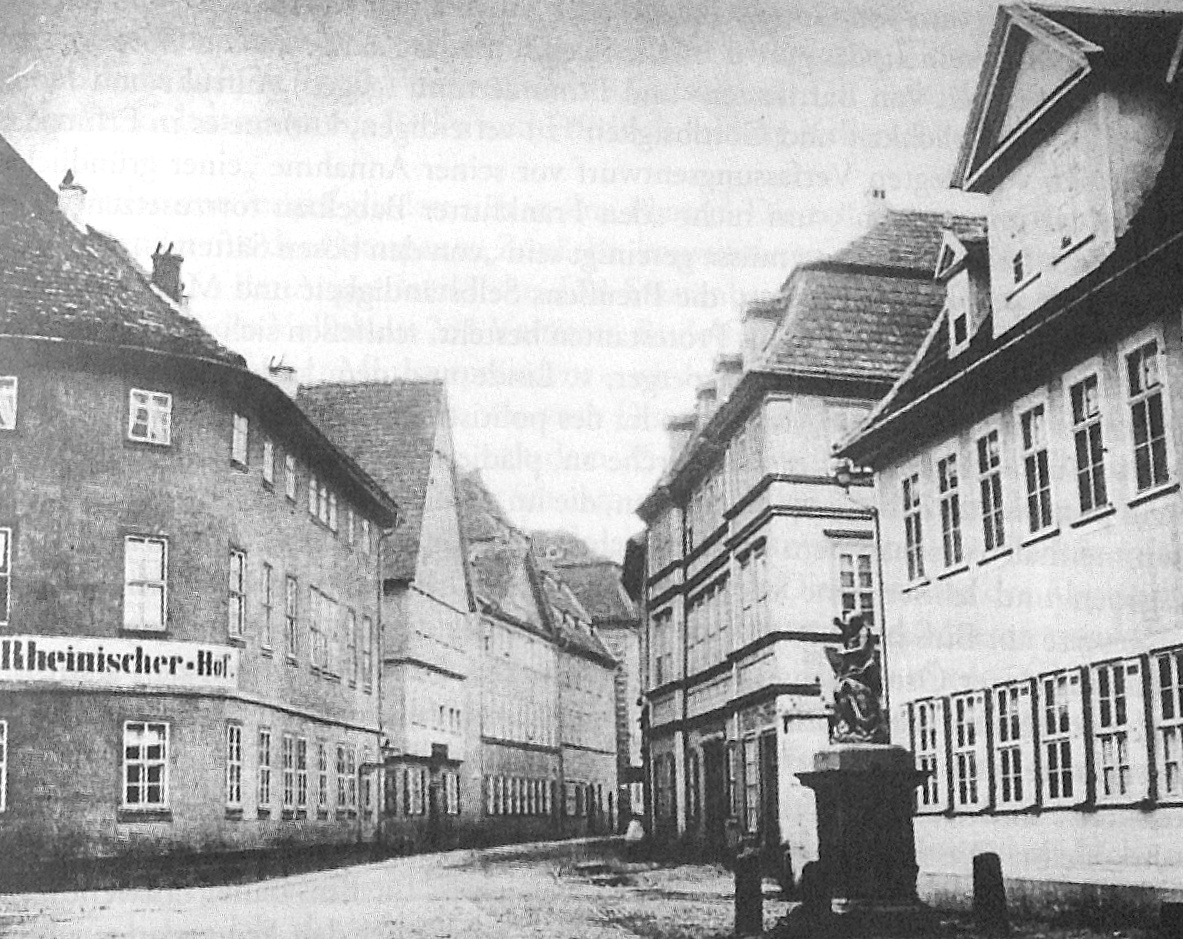
Le Rheinische Hof à Erfurt vers 1900, qui s'appelait auparavant Schlehdorn

Les conservateurs se sont réunis à l'auberge Schlehdorn. Un programme du 25 mars n'approuve le projet de constitution qu'à certaines conditions : Il faut tenir compte des gouvernements ainsi que des événements et des découvertes survenus depuis mai 1849. Le 30 mars, 32 signataires se sont réunis. Plus tard, les députés Ernst Ludwig von Gerlach, Stahl (de) et Wantrup sont plus tard nommés dirigeants du Schlehdorn. La faction est finalement fondée le 4 avril grâce à un programme de Stahl, qui devient membre du conseil d'administration. Le Schlehdorn n'est composé que de Prussiens, à la Chambre du Peuple, il représente environ 60% des députés de Prusse.

### Autres groupes
"Klemme" est le nom d'un groupe qui se réunit dans le restaurant d'un certain M. Klemm (selon un rapport du 7 avril). Il est coincé entre le Parti de la gare et le Schlehdorn, car il s'oppose à l'adoption en bloc du projet de Constitution, mais est plus disposé à s'entendre que les conservateurs. Trente-deux députés sont clairement membres du comité, mais des chiffres plus élevés sont parfois avancés. Le comité directeur est composé des députés Goltdammer (de), Urlichs et Falk (de).
Un autre groupe, le plus à droite dans la Chambre des États, se réunit le 8 avril au Thüringer Hof. Ils veulent rejeter le projet et empêcher la Prusse de se fondre dans une union. Les "sauvages" font également partie de cette droite. Ils ne veulent pas se soumettre à une discipline de groupe, comme les ministres prussiens, le comte de Brandebourg et Otto von Manteuffel, ainsi que Radowitz .
Les catholiques cléricaux, les ultramontains, sont comptés en partie comme un groupe à part. En tant que Grands Allemands, ils s'opposent totalement à une union sans l'Autriche. Ce groupe est absent de la Chambre des États, il se compose d'une dizaine de membres à la Chambre du Peuple, qui se sont réunis fin mars au Weißer Roß. August Reichensperger les quitte le 6 avril pour le Schlehdorn. De facto, le groupe rejoint la droite, non pas par affinité idéologique, mais uniquement en raison du rejet commun de l'Union.

## Bilan

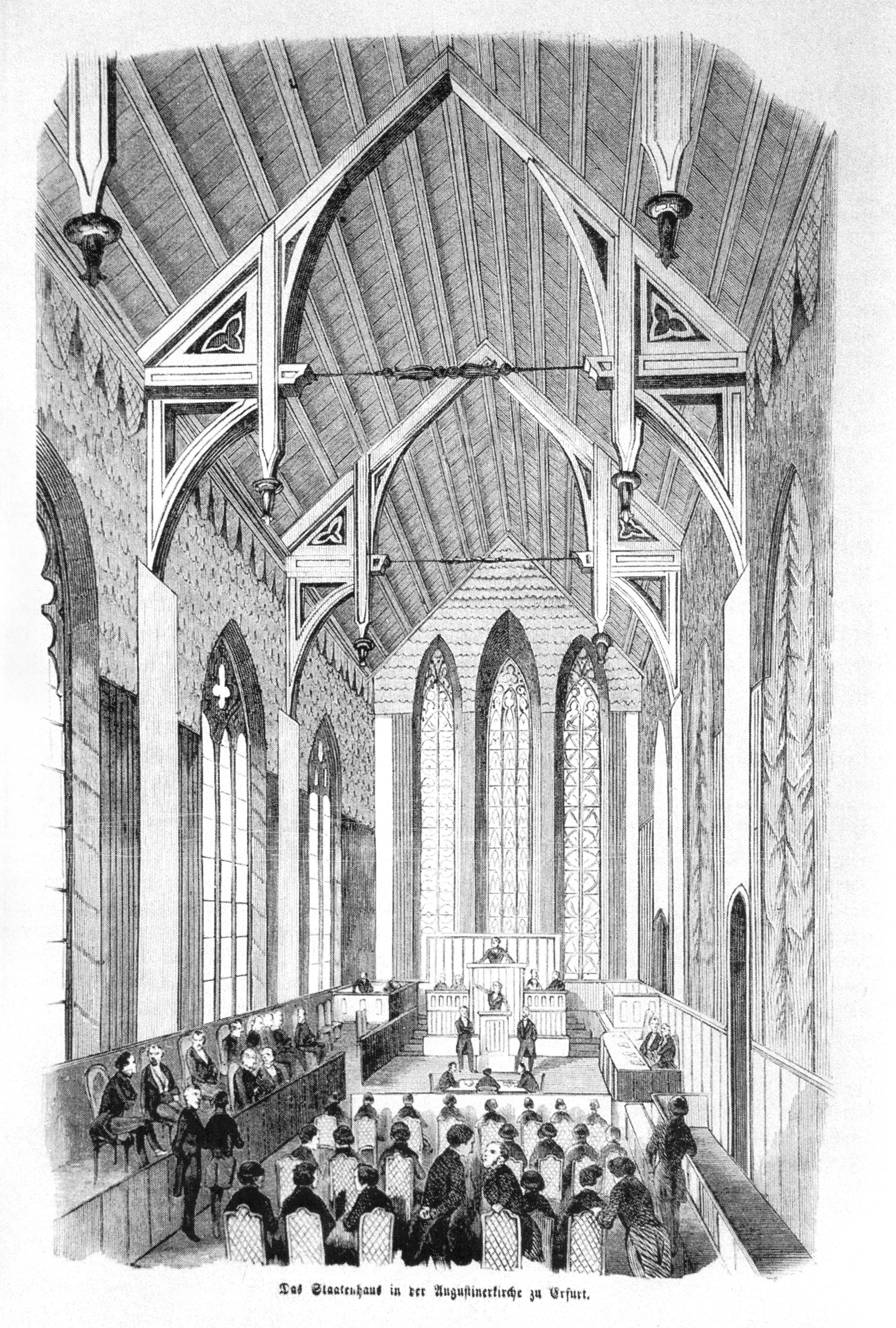
Chambre des États dans l'église des Augustins

Selon Gunther Mai, le Parlement de l'Union d'Erfurt est l'un des plus complaisants du XIXe siècle, avec des libéraux qui sont allés jusqu'à la limite de l'abnégation. Ainsi, les démocrates et les conservateurs l'ont « davantage raillé que sérieusement apprécié en tant qu'épisode embarrassant ». Il n'est guère pris en compte dans l'histoire du Parlement. Pourtant, « il n'a sans doute pas débattu avec moins de passion et de brio que le Parlement de Francfort, mais il travaille plus rapidement et avec plus de routine que celui-ci, dirigé par des présidents expérimentés et marqué par des parlementaires désormais orientés vers les résultats »
Selon Mai, ce n'est pas le Parlement qui fait échouer l'Union, mais la Prusse. Tout comme la Conférence d'Olmütz, le Parlement de l'Union doit être oublié le plus rapidement possible. Mais selon Jochen Lengemann, il ne serait pas juste de considérer le Parlement de l'Union uniquement comme un prolongement aveugle du Parlement de Francfort. Il consolide les bonnes traditions de l'époque de Francfort par le biais de personnes et de procédures ; sur cette scène, la scène politique est partagée pour la première fois avec les conservateurs prussiens ; une culture de la parole politique d'une rare concentration est encouragée. En 1867, Bismarck et les gouvernements alliés copièrent tacitement la procédure de l'accord constitutionnel pour la Confédération d'Allemagne du Nord 